# Atletika na Letních olympijských hrách 2016 – hod oštěpem muži
 Hod oštěpem mužů na Letních olympijských hrách 2016 se uskutečnil od 17. do 20. srpna na Olympijském stadionu v Riu de Janeiru.

## Rekordy
Před startem soutěže byly platné rekordy následující:
| Světový rekord           | Jan Železný (CZE)         | 98,48 m | Jena, Německo | 25. květen 1996 |
| Olympijský rekord        | Andreas Thorkildsen (NOR) | 90,57 m | Peking, Čína  | 23. srpen 2008  |
| Nejlepší výkon roku 2016 | Thomas Röhler (GER)       | 91,28 m | Turku, Finsko | 29. červen 2016 |

## Kalendář
Pozn. Všechny časy jsou v brazilském čase (UTC-3).
| Datum                 | Čas   | Kolo        |
| --------------------- | ----- | ----------- |
| Středa 17. srpna 2016 | 20:30 | Kvalifikace |
| Sobota 20. srpna 2016 | 20:55 | Finále      |

## Výsledky
- Q Přímý postup po splnění kvalifikačního limitu
- q Dodatečný postup pro doplnění počtu účastnic finále na 12
- DNS Nestartoval
- DNF Nedokončil
- DSQ Diskvalifikován
- NM Žádný platný pokus
- x Neplatný pokus (přešlap)
- PB osobní rekord
- SB nejlepší výkon sezóny
- NR národní rekord
- CR kontinentální rekord
- OR olympijský rekord
- WR světový rekord

### Kvalifikace
V kvalifikaci měl každý z oštěpařů možnost tří pokusů, ze kterých se počítal nejlepší. Do finále postoupili přímo oštěpaři, kteří hodili alespoň 83 metrů (Q). Dodatečně postoupili tři oštěpaři s nejlepším výkonem (q), kteří limit nesplnili, aby byl počet účastníků finále doplněn na 12.
| Poř. | Skupina | Oštěpař                 | Země                   | #1    | #2    | #3    | Výsledek | Pozn. |
| ---- | ------- | ----------------------- | ---------------------- | ----- | ----- | ----- | -------- | ----- |
| 1    | B       | Keshorn Walcott         | Trinidad a Tobago      | 88,68 |       |       | 88,68    | Q     |
| 2    | B       | Johannes Vetter         | Německo                | 85,96 |       |       | 85,96    | Q     |
| 3    | A       | Julian Weber            | Německo                | 84,46 |       |       | 84,46    | Q     |
| 4    | B       | Ryohei Arai             | Japonsko               | 84,16 |       |       | 84,16    | Q     |
| 5    | B       | Petr Frydrych           | Česko                  | 78,57 | 80,17 | 83,60 | 83,60    | Q     |
| 6    | B       | Julius Yego             | Keňa                   | 78,88 | x     | 83,55 | 83,55    | Q     |
| 7    | A       | Jakub Vadlejch          | Česko                  | 78,23 | 80,90 | 83,27 | 83,27    | Q     |
| 8    | A       | Dmytro Kosynskij        | Ukrajina               | 80,08 | 76,79 | 83,23 | 83,23    | Q     |
| 9    | A       | Thomas Röhler           | Německo                | 79,47 | 81,61 | 83,01 | 83,01    | Q     |
| 10   | B       | Vítězslav Veselý        | Česko                  | 81,32 | 81,32 | 82,85 | 82,85    | q     |
| 11   | B       | Antti Ruuskanen         | Finsko                 | 82,20 | x     | x     | 82,20    | q     |
| 12   | A       | Braian Toledo           | Argentina              | 78,99 | 81,96 | 80,36 | 81,96    | q     |
| 13   | A       | Joshua Robinson         | Austrálie              | 78,87 | 80,84 | 76,78 | 80,84    |       |
| 14   | B       | Zigismunds Sirmais      | Lotyšsko               | 76,87 | 80,65 | 75,95 | 80,65    |       |
| 15   | A       | Marcin Krukowski        | Polsko                 | x     | 78,06 | 80,62 | 80,62    |       |
| 16   | B       | Júlio César de Oliveira | Brazílie               | 79,33 | 80,49 | 80,29 | 80,49    |       |
| 17   | A       | Kim Amb                 | Švédsko                | 77,91 | 78,75 | 80,49 | 80,49    |       |
| 18   | B       | Tanel Laanmäe           | Estonsko               | 80,45 | 78,78 | 79,24 | 80,45    |       |
| 19   | B       | John Ampomah            | Ghana                  | 79,09 | 80,39 | 78,90 | 80,39    |       |
| 20   | A       | Cyrus Hostetler         | Spojené státy americké | 76,48 | 78,69 | 79,76 | 79,76    |       |
| 21   | A       | Tero Pitkämäki          | Finsko                 | 77,91 | 78,58 | 79,56 | 79,56    |       |
| 22   | A       | Risto Mätas             | Estonsko               | 76,23 | 79,26 | 79,40 | 79,40    |       |
| 23   | A       | Magnus Kirt             | Estonsko               | x     | 77,60 | 79,33 | 79,33    |       |
| 24   | A       | Rocco van Rooyen        | Jihoafrická republika  | x     | 71,05 | 78,48 | 78,48    | SB    |
| 25   | B       | Hamish Peacock          | Austrálie              | 77,91 | 76,22 | 76,40 | 77,91    |       |
| 26   | B       | Ivan Zaytsev            | Uzbekistán             | 73,49 | 72,92 | 77,83 | 77,83    |       |
| 27   | B       | Ari Mannio              | Finsko                 | 77,14 | 76,77 | 77,73 | 77,73    |       |
| 28   | A       | Rolands Štrobinders     | Lotyšsko               | 76,76 | x     | 77,73 | 77,73    |       |
| 29   | A       | Stuart Farquhar         | Nový Zéland            | 74,24 | 77,32 | 74,38 | 77,32    |       |
| 30   | A       | Ahmed Bader Magour      | Katar                  | x     | 77,19 | x     | 77,19    |       |
| 31   | B       | Łukasz Grzeszczuk       | Polsko                 | 76,31 | 76,52 | 76,14 | 76,52    |       |
| 32   | A       | Leslie Copeland         | Fidži                  | 76,04 | 75,68 | x     | 76,04    |       |
| 33   | B       | Huang Shin-feng         | Tchaj-wan              | 74,33 | x     | x     | 74,33    |       |
| 34   | B       | Sam Crouser             | Spojené státy americké | 73,78 | 73,66 | x     | 73,78    |       |
| 35   | B       | Sean Furey              | Spojené státy americké | 69,40 | 72,61 | 71,35 | 72,61    |       |
| 36   | A       | RM Sumeda Ranasinghe    | Srí Lanka              | 69,62 | 71,93 | x     | 71,93    |       |
| —    | A       | Bobur Shokirjonov       | Uzbekistán             | x     | x     | x     | NM       |       |

### Finále
Dvanáctka finalistů měla k dispozici tři pokusy, ze kterých se počítal nejlepší. Osmička nejlepších pak měla k dispozici další tři pokusy. Nejlepší výsledek se počítal ze všech šesti pokusů. Julius Yego se v průběhu soutěže zranil a k posledním dvěma pokusům už nenastoupil. Přesto mu jeho výkon z první série zajistil stříbrnou medaili.
| Poř.             | Oštěpař          | Země              | #1    | #2    | #3    | #4          | #5          | #6          | Výsledek | Pozn. |
| ---------------- | ---------------- | ----------------- | ----- | ----- | ----- | ----------- | ----------- | ----------- | -------- | ----- |
| Zlatá medaile    | Thomas Röhler    | Německo           | 87,40 | 85,61 | 87,07 | 84,84       | 90,30       | x           | 90,30    |       |
| Stříbrná medaile | Julius Yego      | Keňa              | 88,24 | x     | –     | x           | –           | –           | 88,24    | SB    |
| Bronzová medaile | Keshorn Walcott  | Trinidad a Tobago | 83,45 | 85,38 | 83,38 | 80,33       | x           | x           | 85,38    |       |
| 4                | Johannes Vetter  | Německo           | 85,32 | x     | 82,54 | x           | 83,61       | 81,74       | 85,32    |       |
| 5                | Dmytro Kosynskij | Ukrajina          | 82,51 | 83,95 | 83,64 | 81,61       | 81,21       | x           | 83,95    | PB    |
| 6                | Antti Ruuskanen  | Finsko            | x     | 77,81 | 83,05 | x           | x           | 80,00       | 83,05    |       |
| 7                | Vítězslav Veselý | Česko             | 78,20 | 82,51 | x     | x           | x           | 78,63       | 82,51    |       |
| 8                | Jakub Vadlejch   | Česko             | 80,02 | 82,42 | 81,59 | 80,32       | x           | x           | 82,42    |       |
| 9                | Julian Weber     | Německo           | 80,29 | 80,13 | 81,36 | nepostoupil | nepostoupil | nepostoupil | 81,36    |       |
| 10               | Braian Toledo    | Argentina         | 77,89 | 79,51 | 79,81 | nepostoupil | nepostoupil | nepostoupil | 79,81    |       |
| 11               | Ryohei Arai      | Japonsko          | 77,98 | 79,47 | 72,49 | nepostoupil | nepostoupil | nepostoupil | 79,47    |       |
| 12               | Petr Frydrych    | Česko             | 76,15 | 76,79 | 79,12 | nepostoupil | nepostoupil | nepostoupil | 79,12    |       |